# Вибори до Європейського парламенту в Чехії 2009
Вибори Європарламенту в Чехії в 2009 році проходили 5 та 6 червня. Замість колишніх 24 представників від Чехії до нового складу Європарламенту повинні були увійти 22 депутати. Явка на виборах склала 28,22 %.

## Результати
| Партія                                                         | Голосів           | Місць | Δ      |
| -------------------------------------------------------------- | ----------------- | ----- | ------ |
| Громадянська демократична партія                               | 741 946 (31,45 %) | 9     | ▬      |
| Чеська соціал-демократична партія                              | 528 132 (22,39 %) | 7     | ▲ 5    |
| Комуністична партія Чехії і Моравії                            | 334 577 (14,18 %) | 4     | ▼ 2    |
| Християнсько-демократичний союз — Чехословацька народна партія | 180 451 (7,65 %)  | 2     | ▬      |
| Суверенітет — Партія здорового глузду                          | 100 514 (4,26 %)  | 0     | Вперше |
| Європейська демократична партія                                | 68 152 (2,88 %)   | 0     | Вперше |
| Громадські справи                                              | 56 636 (2,4 %)    | 0     | Вперше |